# Alexander Heinrich (Eishockeyspieler)
Alexander Heinrich (* 30. August 1987 in Kassel) ist ein deutscher Eishockeyspieler, der seit 2020 bei den Hannover Scorpions in der Eishockey-Oberliga unter Vertrag steht.

## Karriere

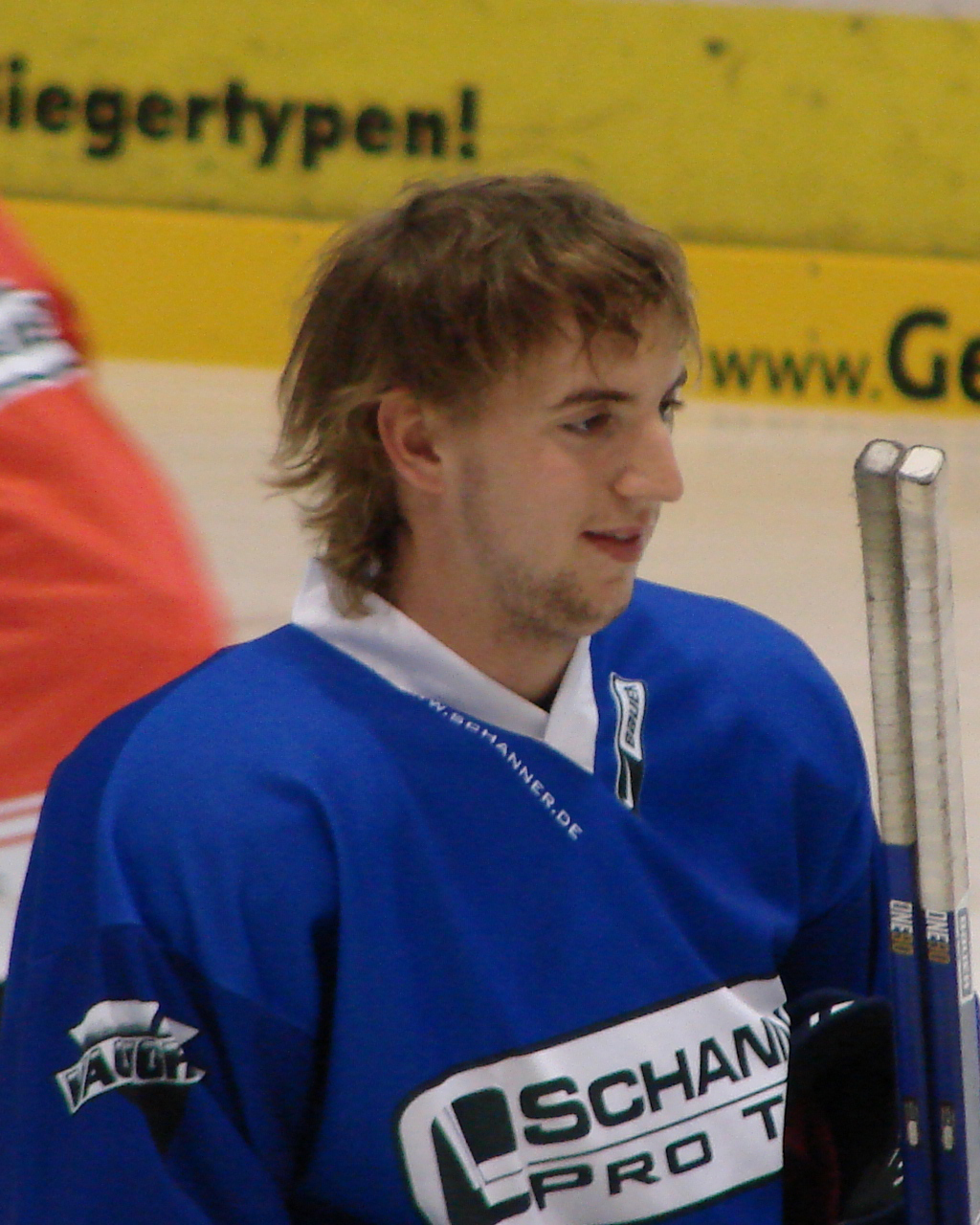
Heinrich beim Training der Kassel Huskies

Alexander Heinrich begann seine Karriere in der Saison 2004/05 bei den Kassel Huskies in der Deutschen Eishockey Liga, nachdem er in der Spielzeit zuvor mit der Eishockey Jugend Kassel Deutscher Meister geworden war. Der Flügelstürmer ist der Sohn der Kasseler Eishockeylegende Herbert Heinrich und trug in dieser Spielzeit wieder als erster die für seinen Vater gesperrte Trikotnummer 5. Noch während der Saison 2006/07, in der die Huskies in die 2. Bundesliga abstiegen, wechselte der Linksschütze zum ETC Crimmitschau in die Oberliga, mit denen er jedoch in der gleichen Spielzeit in die zweite Liga aufstieg. In der Saison 2007/08 absolvierte der Angreifer zudem sechs DEL Einsätze für die Grizzly Adams Wolfsburg.
Mit dem Wiederaufstieg der Kassel Huskies in der Saison 2007/08 wechselte Heinrich wieder zu den Huskies, wo er diesmal jedoch nicht die Rückennummer seines Vaters, sondern die 87, welche für sein Geburtsjahr und das Jahr des Karriereendes seines Vaters steht.
Im Sommer 2010 gab Heinrich bekannt, dass er aufgrund seines Zivildienstes und seiner anstehenden gewünschten Berufsausbildung den Eishockeysport als Profispieler beendet. Er spielte in der Saison 2010/11 zunächst beim EC Bad Kissinger Wölfe. Im Januar 2011 wurde bekannt, dass er zusammen mit seinem Bruder Stefan Heinrich nach Kassel zurückkehrt.
Im März 2020 erhielt er keinen neuen Vertrag mehr bei den Huskies und wechselte in die Oberliga zu den Hannover Scorpions.

## Karrierestatistik
(Legende zur Spielerstatistik: Sp oder GP = absolvierte Spiele; T oder G = erzielte Tore; V oder A = erzielte Assists; Pkt oder Pts = erzielte Scorerpunkte; SM oder PIM = erhaltene Strafminuten; +/− = Plus/Minus-Bilanz; PP = erzielte Überzahltore; SH = erzielte Unterzahltore; GW = erzielte Siegtore; 1 Play-downs/Relegation; Kursiv: Statistik nicht vollständig)